# グロイセンハイム
グロイセンハイム (ドイツ語: Greußenheim) はドイツ連邦共和国バイエルン州ウンターフランケン地方のヴュルツブルク郡の町村（以下、本項では便宜上「町」と記述する）であり、ヘットシュタット行政共同体を構成する自治体の一つである。

## 地理
グロイセンハイムはヴュルツブルクの北西15kmの盆地内に位置する。

### 自治体の構成
この町は、公式には3つの地区 (Ort) からなる。このうち小集落や孤立農場などを除く集落は、首邑のグロイセンハイムのみである。

## 歴史
グロイセンハイムはヴュルツブルク司教領の一部として1803年の帝国代表者会議主要決議でレーヴェンシュタイン＝ヴェルトハイム伯領となった。1806年にバーデンのシュタインフェルト非直轄アムトの所属となり、1816年にオーストリアに移された。1819年のフランクフルト会議によりバイエルン王国領となった。

### 人口推移
- 1970年 1,097人
- 1987年 1,251人
- 2000年 1,605人

## 行政
町長はカーリーン・クーン (Bürgermitte) である。

## 人物
- アダム・シュテーガーヴァルト（1874年 - 1945年）政治家（中央党、後にCSU）。
- ハンス・コール（1887年 - 1975年）ドイツ首相ヘルムート・コールの父親。何代にもわたってグロイセンハイムに住んでいた。

## その他
グロイセンハイム住民のニックネームは Zwiewldrader（ツヴィーベルトレーター）と呼ばれている。

## 引用
1. ↑  https://www.statistikdaten.bayern.de/genesis/online?operation=result&code=12411-003r&leerzeilen=false&language=de Genesis-Online-Datenbank des Bayerischen Landesamtes für Statistik Tabelle 12411-003r Fortschreibung des Bevölkerungsstandes: Gemeinden, Stichtag (Einwohnerzahlen auf Grundlage des Zensus 2011)
2. ↑  Bayerische Landesbibliothek Online